# Модало, Леонид Максимович
Леони́д Макси́мович Модало (1893, Донецкая область — 25 октября 1938) — советский партийный и государственный деятель.

## Биография
Окончил три класса сельской школы, учился на курсах учеников маркшейдера.
Трудился рабочим (1909—1913 гг.), старшим рабочим (1913—1914 гг), служащим конторы (1914) шахты в Донбассе.
Принимал участие в Первой мировой войне в 1914—1917 годах. С рядового дослужился до должности командира взвода. Служил в Красной Армии заместителем председателя полкового комитета 275-го пехотного полка.
Член профсоюза горняков Донбасса с 1918 года. С 1919 года член РКП(б).
В 1919—1920 годах трудился счетоводом в одной из школ Самарского уезда. В 1920—1921 был председателем Самарского уездного исполнительного комитета.
В 1921 году был назначен заведующим Организационным отделом Всеукраинского ЦИК, но ненадолго задержался в этой должности. В том же 1921 году он побывал на должностях председателя исполнительного комитета Мелекесского уездного Совета и председателя Исполнительного комитета Пугачёвского уездного Совета.
Также в 1921—1922 годах являлся членом ЦК Помгола.
С 1921 по 1925 год трудился председателем Исполнительного комитета Ставропольского уездного Совета.
С 1926 года — заведующий Ставропольским уездным отделом коммунального хозяйства.
С 1931 года по март 1932 года был начальником Центрально-Чернозёмного областного земельного управления. С марта 1932 года — уполномоченный Народного комиссариата тяжёлой промышленности СССР по Центрально-Чернозёмной области.
В 1937—1938 гг. работал в Исполнительном комитете Курского областного Совета.
Избирался делегатом VI, VIII, X, XI и XII Всероссийских съездов советов.
Был участником X и XVII съездов ВКП(б) от Самарской губернии и от Центрально-Чернозёмной области.
Был репрессирован в 1938 году. Расстрелян 25 октября 1938 года по приговору выездной сессии Военной коллегии Верховного суда СССР.